# Michele Placido
Michele Placido (Ascoli Satriano, 19 maggio 1946) è un attore e regista italiano.
Vincitore di un Orso d'argento per il miglior attore per Ernesto e di 5 David di Donatello, a livello internazionale è noto anche per il ruolo dell'eroe antimafia Corrado Cattani, interpretato nelle prime quattro stagioni dello sceneggiato televisivo La piovra.

## Biografia

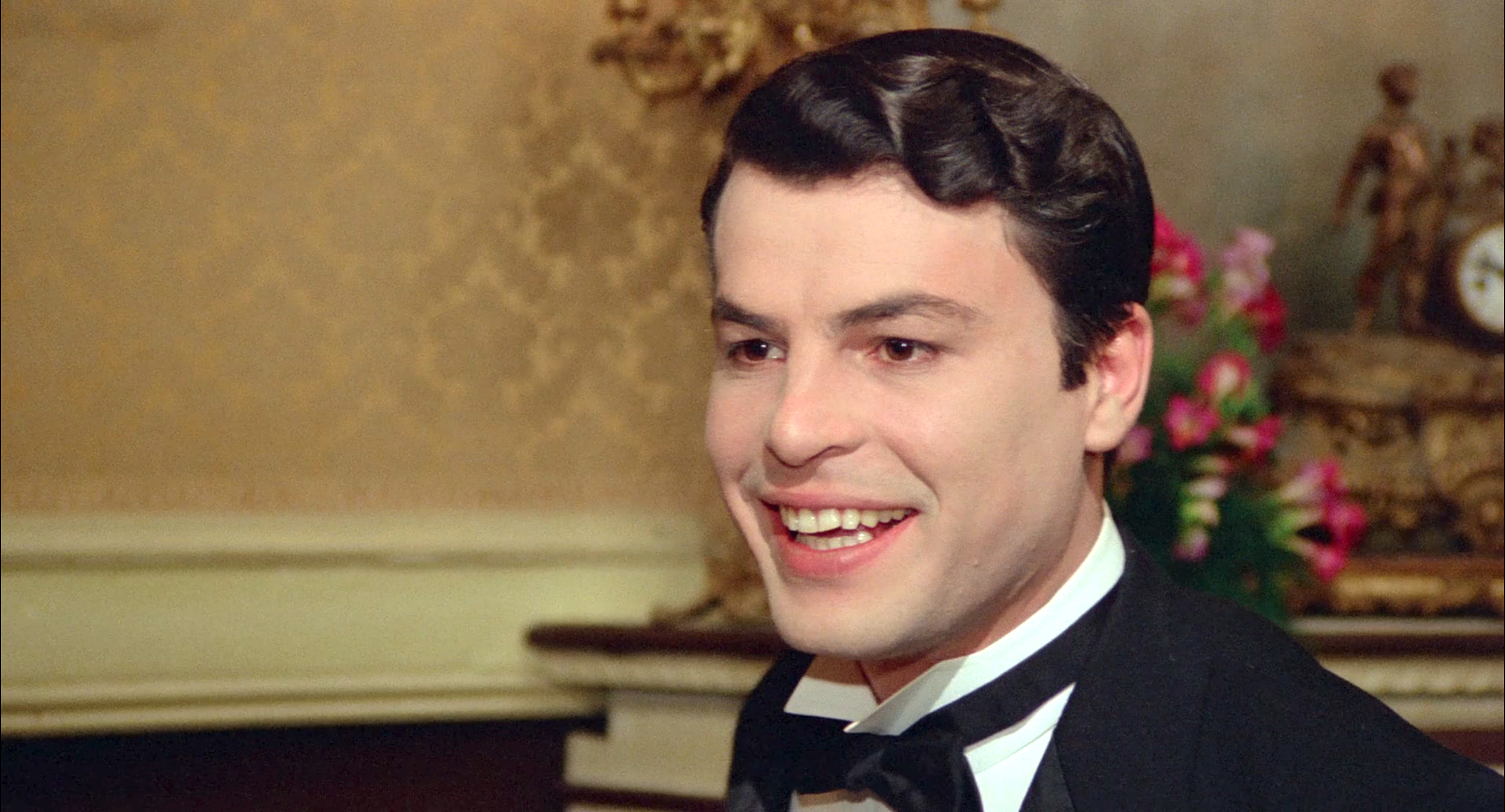
Michele Placido nel film Divina creatura (1975)

Nato ad Ascoli Satriano, in provincia di Foggia, Michele è il terzo di otto fratelli, tra i quali gli attori Gerardo Amato e Donato Placido. Il padre Beniamino è originario di Rionero in Vulture, provincia di Potenza, mentre la madre Maria Iazzetti è nativa di Ascoli Satriano. Il cugino del padre, anch'egli di nome Beniamino, è stato un famoso giornalista e critico letterario. A 18 anni, dopo gli studi superiori a Foggia si trasferì a Roma ed entrò in Polizia, partecipando come poliziotto alla battaglia di Valle Giulia. D'estrazione teatrale, frequentò l'Accademia nazionale d'arte drammatica "Silvio D'Amico", s'è imposto con notevole eclettismo nel panorama cinematografico italiano degli anni settanta, a partire da Romanzo popolare (1974) di Mario Monicelli, per passare a Marcia trionfale (1976) di Marco Bellocchio, Io sono mia (1978) di Sofia Scandurra, Ernesto (1979) di Salvatore Samperi e Letti selvaggi (1979) di Luigi Zampa.

Placido nel ruolo di Corrado Cattani, accanto a Barbara De Rossi, nella miniserie La piovra (1984)

Meno incisiva la sua attività cinematografica negli anni ottanta Tre fratelli (1981) di Francesco Rosi; Notte d'estate con profilo greco, occhi a mandorla e odore di basilico (1986) di Lina Wertmüller; Mery per sempre (1989) di Marco Risi, cui fa però da contraltare lo straordinario successo televisivo come protagonista delle prime quattro stagioni de La piovra (1983, 1986, 1987, 1989). In seguito ha interpretato Quattro bravi ragazzi (1993) di Claudio Camarca, Lamerica di Gianni Amelio; Padre e figlio di Pasquale Pozzessere (entrambi del 1994); La balia (1999) di Marco Bellocchio; Liberate i pesci! (2000) di Cristina Comencini e L'odore del sangue (2004) di Mario Martone. Nel 2006 ha recitato in Arrivederci amore, ciao di Michele Soavi; Le rose del deserto di Mario Monicelli; La sconosciuta di Giuseppe Tornatore e Il caimano di Nanni Moretti. Nel 2007 ha interpretato Piano, solo di Riccardo Milani; 2061 - Un anno eccezionale di Carlo Vanzina e SoloMetro di Marco Cucurnia. 
Tornato a lavorare con Soavi (Il sangue dei vinti, 2008) e Tornatore (Baarìa, 2009), è stato poi diretto da Giovanni Veronesi in Genitori & figli - Agitare bene prima dell'uso (2010) e Manuale d'amore 3 (2011). Nello stesso anno ha recitato anche in Amici miei - Come tutto ebbe inizio di Neri Parenti, prequel della trilogia di Amici miei. Successivamente è apparso in Razzabastarda (2012), esordio alla regia di Alessandro Gassmann, in Tulpa - Perdizioni mortali di Federico Zampaglione (2013), e nel dittico Io che amo solo te (2015) e La cena di Natale (2016) di Marco Ponti. È stato poi diretto da Davide Cavuti nei docufilm Un'avventura romantica (2016); Preghiera (2017), sui luoghi devastati dal sisma dell'Aquila del 2009, e Lectura Ovidii (2019), ispirato alle opere di Publio Ovidio Nasone. Nello stesso anno ha interpretato Odio l'estate di Massimo Venier. 
Al 1990 risale il suo esordio come regista con Pummarò, cui hanno fatto seguito Le amiche del cuore (1992); Un eroe borghese (1995); Del perduto amore (1998); Un viaggio chiamato amore (2002); Ovunque sei (2004); Romanzo criminale (2005); Il grande sogno (2009); Vallanzasca - Gli angeli del male (2010); Il cecchino (2012); La scelta (2015); 7 minuti (2016), L'ombra di Caravaggio (2022) ed Eterno visionario (2024).
Nel 1998 Placido ha esordito anche nella regia teatrale con la commedia francese Un'aria di famiglia, cui è seguita nel 2005 quella del Don Giovanni di Mozart; mentre nel 2002 ha interpretato l'Otello di William Shakespeare nello spettacolo teatrale diretto da Antonio Calenda. È stato inoltre protagonista dei film per la TV Tra cielo e terra - Padre Pio (2000); Il sequestro Soffiantini (2001); L'ultimo padrino (2008), incentrato sulla vita e le vicende giudiziarie di Bernardo Provenzano, e Aldo Moro - Il presidente (2008), sul rapimento del presidente della Democrazia Cristiana da parte delle Brigate Rosse.
Nel 2008 riceve il premio Città dei Cavalieri di Malta. Nel 2009 ha ricevuto il premio Federico Fellini 8½, per l'eccellenza artistica al Bif&st di Bari e il premio Culturale MuMi, per la sezione “Cultura della Solidarietà” per la regia de “I Fatti di Fontamara”, spettacolo in favore delle zone colpite dal sisma dell’Aquila e nel 2011 il premio per i 40 anni di carriera dal Foggia Film Festival. A maggio 2018 riceve il premio "Note da Oscar” dal "Festival Alessandro Cicognini" per la sezione “miglior regista”. Nel 2018 ha diretto il video ufficiale della canzone Non mi avete fatto niente di Ermal Meta e Fabrizio Moro ed ha ottenuto la cittadinanza onoraria del comune di Rionero in Vulture, comune di origine del padre. Dal febbraio 2021 è presidente del Teatro Comunale di Ferrara.
Il 6 settembre 2024 a Michele Placido viene consegnato il premio alla carriera, in una serata evento del Nuovo Imaie, nel corso dell'81ª Mostra internazionale d'arte cinematografica di Venezia; con Placido sono premiati, alla carriera, anche Christian De Sica e Nancy Brilli.

## Vita privata

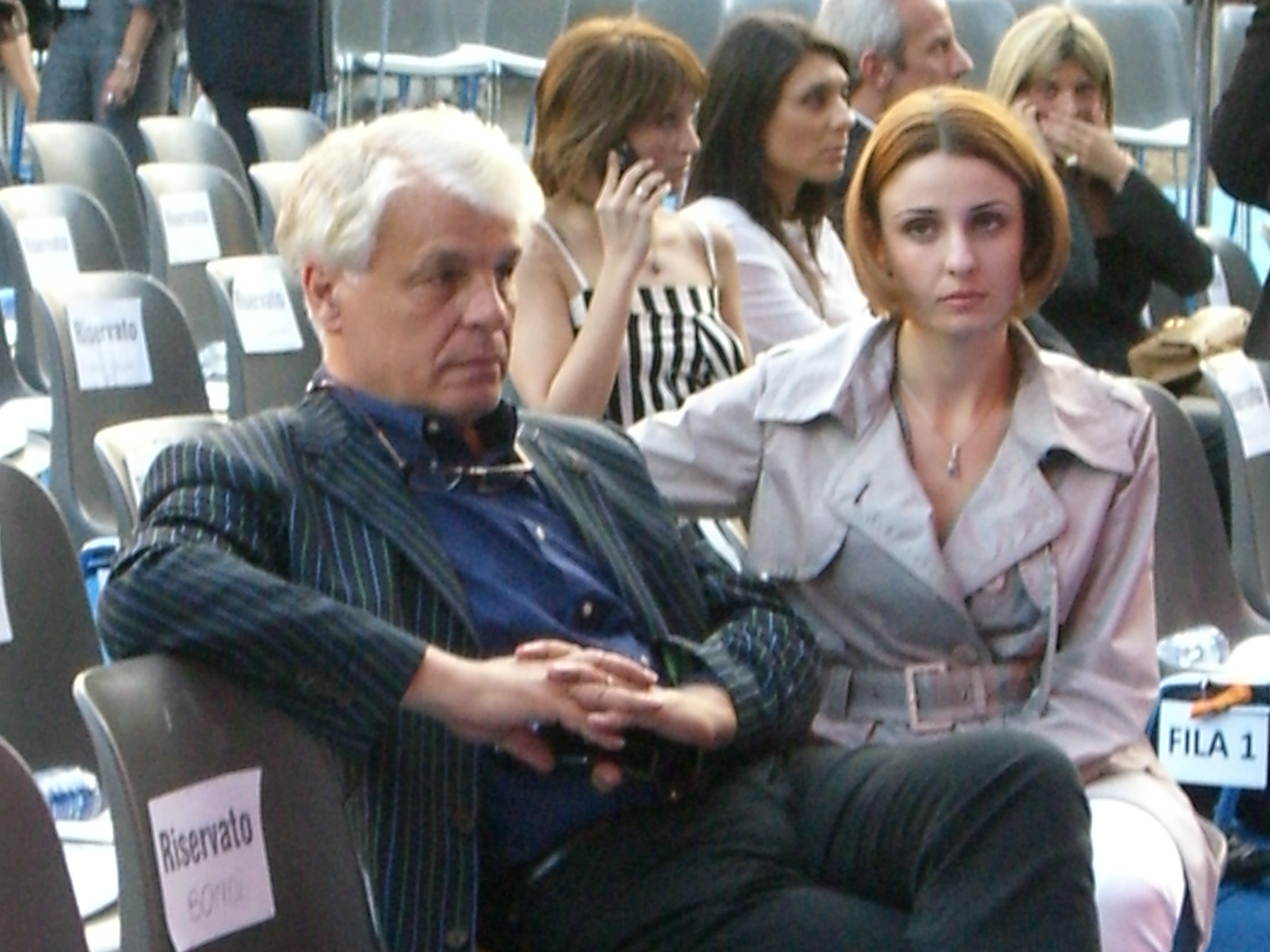
Placido e la sua seconda moglie Federica Vincenti nel 2008

Michele Placido ha cinque figli. Con Simonetta Stefanelli, sposata nel 1989 e dalla quale ha divorziato nel 1994, ha avuto nel 1976 Violante, attrice e cantante, nel 1989 Michelangelo e nel 1991 Brenno. Nel 1988 ha avuto un figlio, Inigo, dal legame con Virginie Alexandre.
Dall'attuale moglie Federica Vincenti, sposata nel 2012, ha avuto nel 2006 Gabriele.
Suo nipote Alessandro Onorato dal 2013 è consigliere comunale a Roma e dal 2021 è assessore nella Giunta di Roberto Gualtieri.

## Filmografia

### Attore

#### Cinema

Placido e la sua prima moglie Simonetta Stefanelli in Peccati in famiglia (1975)

Placido e Barbara Bouchet in Sabato, domenica e venerdì (1979)

- Il caso Pisciotta, regia di Eriprando Visconti (1972)
- Mia moglie, un corpo per l'amore, regia di Mario Imperoli (1972)
- La mano nera, come Mike Placido, regia di Antonio Racioppi (1973)
- Non ho tempo, regia di Ansano Giannarelli (1973)
- Teresa la ladra, regia di Carlo Di Palma (1973)
- Mio Dio, come sono caduta in basso!, regia di Luigi Comencini (1974)
- Romanzo popolare, regia di Mario Monicelli (1974)
- Processo per direttissima, regia di Lucio De Caro (1974)
- Peccati in famiglia, regia di Bruno Gaburro (1975)
- Divina creatura, regia di Giuseppe Patroni Griffi (1975)
- La orca, regia di Eriprando Visconti (1976)
- Marcia trionfale, regia di Marco Bellocchio (1976)
- L'Agnese va a morire, regia di Giuliano Montaldo (1976)
- E tanta paura, regia di Paolo Cavara (1976)
- Oedipus orca, regia di Eriprando Visconti (1977)
- Kleinhoff Hotel, regia di Carlo Lizzani (1977)
- Casotto, regia di Sergio Citti (1977)
- La ragazza dal pigiama giallo, regia di Flavio Mogherini (1978)
- Io sono mia, regia di Sofia Scandurra (1978)
- Corleone, regia di Pasquale Squitieri (1978)
- Volontari per destinazione ignota regia di Alberto Negrin (1978)
- Ernesto, regia di Salvatore Samperi (1979)
- Letti selvaggi, regia di Luigi Zampa (1979)
- Un uomo in ginocchio, regia di Damiano Damiani (1979)
- Il prato, regia di Paolo e Vittorio Taviani (1979)
- Sabato, domenica e venerdì, regia di Pasquale Festa Campanile, episodio Domenica (1979)
- Salto nel vuoto, regia di Marco Bellocchio (1980)
- Lulù, regia di Walerian Borowczyk (1980)
- Fontamara, regia di Carlo Lizzani (1980)
- Tre fratelli, regia di Francesco Rosi (1981)
- Storia di donne (Les Ailes de la colombe), regia di Benoît Jacquot (1981)
- Cargo, regia di Serge Dubor (1981)
- Sciopèn, regia di Luciano Odorisio (1982)
- Ars amandi - L'arte di amare regia di Walerian Borowczyk (1983)
- Les Amants terribles, regia di Danièle Dubroux e Stavros Kaplanidis (1984)
- Pizza Connection, regia di Damiano Damiani (1985)
- Notte d'estate con profilo greco, occhi a mandorla e odore di basilico, regia di Lina Wertmüller (1986)
- Grandi magazzini, regia di Castellano e Pipolo (1986)
- Ti presento un'amica, regia di Francesco Massaro (1987)
- Come sono buoni i bianchi!, regia di Marco Ferreri (1988)
- Affari d'oro (Big Business), regia di Jim Abrahams (1988)
- Via Paradiso, regia di Luciano Odorisio (1988)
- Mery per sempre, regia di Marco Risi (1989)
- Afghan breakdown, regia di Vladimir Bortko (1990)
- Le amiche del cuore, regia di Michele Placido (1992)
- Quattro bravi ragazzi, regia di Claudio Camarca (1993)
- Giovanni Falcone, regia di Giuseppe Ferrara (1993)
- Padre e figlio, regia di Pasquale Pozzessere (1994)
- Lamerica, regia di Gianni Amelio (1994)
- Poliziotti, regia di Giulio Base (1995)
- Un eroe borghese, regia di Michele Placido (1995)
- La lupa, regia di Gabriele Lavia (1996)
- Il piacere e i suoi piccoli inconvenienti (Le Plaisir (et ses petits tracas)), regia di Nicolas Boukhrief (1998)
- Del perduto amore, regia di Michele Placido (1998)
- Panni sporchi, regia di Mario Monicelli (1999)
- La balia, regia di Marco Bellocchio (1999)
- Un uomo perbene, regia di Maurizio Zaccaro (1999)
- Terra bruciata, regia di Fabio Segatori (1999)
- Liberate i pesci!, regia di Cristina Comencini (2000)
- Tra due mondi, regia di Fabio Conversi (2001)
- Searching for Paradise, regia di Myra Paci (2002)
- Il posto dell'anima, regia di Riccardo Milani (2003)
- Caterina va in città, regia di Paolo Virzì (2003)
- L'amore ritorna, regia di Sergio Rubini (2004)
- L'odore del sangue, regia di Mario Martone (2004)
- Romanzo criminale, regia di Michele Placido (2005)
- Arrivederci amore, ciao, regia di Michele Soavi (2006)
- Il caimano, regia di Nanni Moretti (2006)
- La sconosciuta, regia di Giuseppe Tornatore (2006)
- Le rose del deserto, regia di Mario Monicelli (2006)
- Commediasexi, regia di Alessandro D'Alatri (2006)
- SoloMetro, regia di Marco Cucurnia (2007)
- Piano, solo, regia di Riccardo Milani (2007)
- 2061 - Un anno eccezionale, regia di Carlo Vanzina (2007)
- Smutek paní Snajderové, regia di Eno e Piro Milkani (2008)
- La luna nel deserto, solo voce, cortometraggio, regia di Cosimo Damiano Damato (2008)
- Il sangue dei vinti, regia di Michele Soavi (2008)
- Focaccia blues, regia di Nico Cirasola (2009)
- Baarìa, regia di Giuseppe Tornatore (2009)
- Oggi sposi, regia di Luca Lucini (2009)
- Genitori & figli - Agitare bene prima dell'uso, regia di Giovanni Veronesi (2010)
- Manuale d'amore 3, regia di Giovanni Veronesi (2011)
- Amici miei - Come tutto ebbe inizio, regia di Neri Parenti (2011)
- Stupor del mondo, documentario di e con Michele Placido (2011)
- Viaggio al cuore della vita, documentario di e con Michele Placido (2012)
- Tulpa - Perdizioni mortali, regia di Federico Zampaglione (2012)
- Il cecchino, regia di Michele Placido (2012)
- Viva l'Italia, regia di Massimiliano Bruno (2012)
- Razzabastarda, regia di Alessandro Gassmann (2012)
- Itaker - Vietato agli italiani, regia di Toni Trupia (2012)
- Living Legends, regia di Niki Iliev (2014)
- La scelta, regia di Michele Placido (2015)
- Io che amo solo te, regia di Marco Ponti (2015)
- Un'avventura romantica, regia di Davide Cavuti (2016)
- 7 minuti, regia di Michele Placido (2016)
- La cena di Natale, regia di Marco Ponti (2016)
- Aquarius Visionarius - Il cinema di Michele Soavi, regia di Claudio Lattanzi (2018)
- Preghiera, regia di Davide Cavuti – documentario (2017)
- Lectura Ovidii, regia di Davide Cavuti (2019)
- Odio l'estate, regia di Massimo Venier (2020)
- Preghiera per la vita, regia di Davide Cavuti – documentario (2020)
- Calibro 9, regia di Toni D'Angelo (2020)
- Un marziano di nome Ennio, regia di Davide Cavuti (2021)
- Appunti di un venditore di donne, regia di Fabio Resinaro (2021)
- Corro da te, regia di Riccardo Milani (2022)
- Ti mangio il cuore, regia di Pippo Mezzapesa (2022)
- L'ombra di Caravaggio, regia di Michele Placido (2022)
- Falla girare, regia di Giampaolo Morelli (2022)
- Orlando, regia di Daniele Vicari (2022)
- Eterno visionario, regia di Michele Placido (2024)

#### Televisione
- K2 + 1 – serie TV, episodio 1x10 (1971)
- Indagine di una rapina, regia di Gian Pietro Calasso – film TV (1971)
- Joe Petrosino, regia di Daniele D'Anza – miniserie TV (1972)
- Il picciotto, regia di Alberto Negrin – film TV (1973)
- Mosè, regia di Gianfranco De Bosio – miniserie TV (1974)
- Orlando furioso, regia di Luca Ronconi – miniserie TV (1975)
- Yerma, regia di Marco Ferreri – film TV (1978)
- Volontari per destinazione ignota, regia di Alberto Negrin – film TV (1979)
- Il passo falso, regia di Paolo Poeti – film TV (1983)
- La piovra, regia di Damiano Damiani – miniserie TV (1984)
- La piovra 2, regia di Florestano Vancini – miniserie TV (1986)
- La piovra 3, regia di Luigi Perelli – miniserie TV (1987)
- La piovra 4, regia di Luigi Perelli – miniserie TV (1989)
- Scoop, regia di José María Sánchez – miniserie TV (1992)
- Drug Wars: The Cocaine Cartel, regia di Paul Krasny – film TV (1992)
- Un uomo di rispetto, regia di Damiano Damiani – film TV (1993)
- L'uomo dal fiore in bocca, regia di Marco Bellocchio – cortometraggio TV (1993)
- Uno sguardo dal ponte, regia di Luciano Odorisio – film TV (1997)
- Racket, regia di Luigi Perelli – film TV (1997)
- La missione, regia di Maurizio Zaccaro – miniserie TV (1998)
- Padre Pio - Tra cielo e terra, regia di Giulio Base – miniserie TV (2000)
- Il sequestro Soffiantini, regia di Riccardo Milani – film TV (2002)
- Un papà quasi perfetto, regia di Maurizio Dell'Orso – miniserie TV (2003)
- Soraya, regia di Lodovico Gasparini – film TV (2003)
- Il Grande Torino, regia di Claudio Bonivento – film TV (2005)
- Karol - Un papa rimasto uomo, regia di Giacomo Battiato – film TV (2006)
- Assunta Spina, regia di Riccardo Milani – film TV (2006)
- L'ultimo padrino, regia di Marco Risi – film TV (2008)
- Aldo Moro - Il presidente, regia di Gianluca Maria Tavarelli – film TV (2008)
- Volare - La grande storia di Domenico Modugno, regia di Riccardo Milani – film TV (2013)
- Trilussa - Storia d'amore e di poesia, regia di Lodovico Gasparini – film TV (2013)
- Questo è il mio paese, regia di Michele Soavi – miniserie TV (2015)
- In Treatment – serie TV, 7 episodi (2015-2016)
- Noi – serie TV, episodio 1x12 (2022) - se stesso
- Vincenzo Malinconico, avvocato d'insuccesso – serie TV, 3 episodi (2022)
- Arnoldo Mondadori - I libri per cambiare il mondo, regia di Francesco Miccichè – docu-drama (2022)

### Regista

#### Cinema
- Pummarò (1990)
- Le amiche del cuore (1992)
- Un eroe borghese (1995)
- Del perduto amore (1998)
- Un viaggio chiamato amore (2002)
- Ovunque sei (2004)
- Romanzo criminale (2005)
- Il grande sogno (2009)
- Vallanzasca - Gli angeli del male (2010)
- Il cecchino (Le Guetteur) (2012)
- La scelta (2015)
- 7 minuti (2016)
- L'ombra di Caravaggio (2022)
- Eterno visionario (2024)

#### Televisione
- Suburra - La serie – serie TV, episodi 1x01-1x02 (2017)

### Produttore
- L'uomo giusto, regia di Toni Trupia (2007)
- SoloMetro, regia di Marco Cucurnia (2007)
- Vampyre Compendium, regia di Matteo Bernardini – cortometraggio (2010)
- Calypso, regia di Luca Severi (2016)

### Doppiatore
- Gérard Depardieu in Ciao maschio

## Teatro
- Metti una sera a cena, regia di Giuseppe Patroni Griffi (1984)
- La tempesta, regia di Giorgio Strehler (1984)
- L’ultimo nostro Krapp, regia di Giorgio Ferrara (1986)
- Il girotondo di Arthur Schnitzler, regia di Carlo Rivolta (1988)
- Placido recita Pirandello, regia di Michele Placido (1991)
- Il caffè della stazione, regia di Michele Placido (1992)
- Io e mia figlia, regia di Renato Giordano (1995)
- Uno sguardo dal ponte, regia di Teodoro Cassano (1996)
- Macbeth, regia di Marco Bellocchio (2000)
- Un viaggio d'amore di e con Michele Placido, prodotto da Angelo Tumminelli (2000)
- Notturno pirandelliano, regia di Renato Giordano, prodotto da Angelo Tumminelli (2001) – in lingua inglese
- Otello, regia di Antonio Calenda (2002)
- Il Cenacolo Michettiano di Davide Cavuti (2005)
- Io e Pirandello di Michele Placido, prodotto da Angelo Tumminelli (2005)
- Federico II di Davide Cavuti (2005)
- La ballata dell’arte di Davide Cavuti (2005)
- Satyricon di Giorgio Albertazzi, prodotto da Ercole Palmieri (2007)
- Prima che il sogno, regia di Giorgio Albertazzi e con Davide Cavuti, prodotto dal Teatro di Roma (2007)
- Artisti e libertari con D'Annunzio a Fiume di Giorgio Albertazzi e Michele Placido (2008)
- Duse-D'Annunzio: l'incantesimo solare di Franca Minnucci e Davide Cavuti, prodotto da MuTeArt (2008)
- Mi ricordo, regia di Renato Giordano, prodotto da Angelo Tumminelli (2009)
- Serata d'onore di Giorgio Albertazzi e Michele Placido, regia di Giorgio Albertazzi, prodotto dal Teatro di Roma (2009)
- I fatti di Fontamara, regia di Michele Placido, prodotto dal Teatro di Roma (2009)
- Un incontro tra cinema e teatro, recital-concerto di Davide Cavuti (2010)
- L’uomo dal fiore in bocca, regia di Michele Placido (2010)
- Amor, ch'a nullo amato... amar perdona. Da Dante a Petrarca, regia di Michele Placido (2010)
- L'Italia s'è desta, svegliate Roma – L'avventura dei fratelli Cairoli, aspettando Porta Pia, regia di Norma Martelli (2010)
- Così è (se vi pare), regia di Michele Placido (2012)
- Notte di luna calante di Michele Placido e Davide Cavuti, prodotto da MuTeArt (2012)
- Serata d'onore di Michele Placido, regia di Michele Placido, prodotto da Francesco Serio per CDB (2013)
- Re Lear, regia di Michele Placido, prodotto dal Teatro Ghione (2013)
- Zio Vanja, regia di Marco Bellocchio (2013)
- Tradimenti, regia di Michele Placido, prodotto da Goldenart (2015)
- I miti al Marta di Michele Placido (2015)
- L'ora di ricevimento, regia di Michele Placido, prodotto da Goldenart (2016)
- Sciuscià e altre storie di Davide Cavuti, prodotto dal Centro Studi Nazionale Alessandro Cicognini (2016)
- Inno all'amore di Michele Placido e Davide Cavuti, prodotto da Angelo Tumminelli (2017)
- Sei personaggi in cerca d'autore, regia di Michele Placido, prodotto dal Teatro Stabile di Catania (2017)
- Piccoli crimini coniugali, regia di Michele Placido, prodotto da Goldenart (2018)
- Serata romantica di Michele Placido, con Davide Cavuti Ensemble (2019)
- Achille e Pentasilea, regia della Fondazione Versiliana, con Michele Placido e Brenno Placido, prodotto da Francesco Serio per CDB Produzioni (2019)
- Il mio viaggio d'amore di Michele Placido, con Brenno Placido, Davide Cavuti (2019)
- Lionardo di Michele Placido (2019)
- Amor y Tango, spettacolo teatrale di e con Michele Placido e Davide Cavuti (2020)
- In viaggio con Dante di e con Michele Placido e Davide Cavuti (2021)
- La bottega del caffè di Carlo Goldoni, regia di Paolo Valerio (2022)
- Morte di un commesso viaggiatore di Arthur Miller, regia di Leo Muscato (2022)

## Riconoscimenti
- Mostra internazionale d'arte cinematografica di Venezia
  - 1998 – Premio FEDIC per Del perduto amore
2002 – Candidatura al Leone d'oro al miglior film per Un viaggio chiamato amore
2004 – Candidatura al Leone d'oro al miglior film per Ovunque sei
2009 – Candidatura al Leone d'oro al miglior film per Il grande sogno

- Festival internazionale del cinema di Berlino
  - 1979 – Orso d'argento per il miglior attore per Ernesto
2006 – Candidatura all'Orso d'oro per Romanzo criminale

- European Film Awards
  - 2006 – Candidatura per il premio del pubblico al miglior film europeo per Romanzo criminale

- Nastro d'argento
  - 1975 – Candidatura per il migliore attore non protagonista per Romanzo popolare
1976 – Migliore attore protagonista per Marcia trionfale
1981 – Candidatura per il migliore attore protagonista per Fontamara
1985 – Migliore attore protagonista per Pizza Connection
1990 – Candidatura per il migliore attore protagonista per Mery per sempre
1991 – Candidatura per il miglior regista esordiente per Pummarò
1993 – Candidatura per il migliore soggetto per Le amiche del cuore (condivisa con Angelo Pasquini e Roberto Nobile)
1996 – Candidatura per il regista del miglior film per Un eroe borghese
1999 – Candidatura per il regista del miglior film per Del perduto amore
2004 – Candidatura per il migliore attore non protagonista per Il posto dell'anima
2006 – Regista del miglior film per Romanzo criminale
2006 – Candidatura per la migliore sceneggiatura per Romanzo criminale (condivisa con Sandro Petraglia, Stefano Rulli e Giancarlo De Cataldo)
2007 – Nastro d'argento speciale al personaggio dell'anno per Arrivederci amore, ciao, La sconosciuta, Il caimano, Le rose del deserto e Commediasexi
2017 – Premio speciale per 7 minuti
2023 – Nastro d'argento speciale per Orlando e per L'ombra di Caravaggio

- David di Donatello
  - 1976 – Targa d'oro per l'interpretazione in Marcia trionfale
1981 – Candidatura per il miglior attore protagonista per Fontamara
1985 – Candidatura per il miglior attore protagonista per Pizza Connection
1991 – Candidatura per il miglior regista esordiente per Pummarò
1995 – David speciale per Un eroe borghese
1999 – Candidatura per il Premio David Scuola per Del perduto amore
2006 – Migliore sceneggiatura per Romanzo criminale (condiviso con Sandro Petraglia, Stefano Rulli e Giancarlo De Cataldo)
2006 – Premio David Giovani per Romanzo criminale
2006 – Candidatura per il miglior film per Romanzo criminale (condivisa con Riccardo Tozzi, Giovanni Stabilini e Marco Chimenz)
2006 – Candidatura per il miglior regista per Romanzo criminale
2007 – Candidatura per il miglior attore protagonista per La sconosciuta
2011 – Candidatura per il Premio David Giovani per Vallanzasca – Gli angeli del male
2023 - Premio David Giovani per L'ombra di Caravaggio

- Ciak d'oro
  - 1990 – Miglior attore protagonista per Mery per sempre[11]
1995 – Candidatura per il migliore attore non protagonista per Lamerica
1999 – Candidatura per la migliore sceneggiatura per Del perduto amore (condivisa con Domenico Starnone)
2006 – Candidatura per il migliore attore non protagonista per Il caimano
2006 – Candidatura per la migliore sceneggiatura per Romanzo criminale (condivisa con Sandro Petraglia, Stefano Rulli e Giancarlo De Cataldo)

- Globo d'oro
  - 1975 – Migliore attore esordiente per Romanzo popolare
1985 – Miglior attore per Pizza Connection
2012 – Globo d'oro alla carriera
2013 – Candidatura per la miglior sceneggiatura per Itaker – Vietato agli italiani (condivisa con Toni Trupia e Leonardo Marini)

- Premio Bambi
  - 1989 – Miglior serie televisiva internazionale per La piovra

- Festival du film de Cabourg
  - 2006 – Swann d'oro al miglior regista per Romanzo criminale

- Grolla d'oro
  - 2006 – Candidatura per il miglior regista drammatico per Romanzo criminale

- Seattle International Film Festival
  - 2017 – Candidatura al Grand Jury Prize per il miglior lungometraggio per 7 minuti

- Tokyo International Film Festival
  - 1992 – Candidatura al Grand Prix per Le amiche del cuore

- Festival cinematografico internazionale di Mosca
  - 2017 – Premio Stanislavskij

- Taormina Film Fest
  - 1989 – Premio Cariddi alla carriera

### Altri premi
- Premio Note da Oscar (2018) dal Festival Alessandro Cicognini per il miglior regista cinematografico

- Premio Culturale MuMi per il miglior regista per "Sei personaggi in cerca d'autore"[12]

## Discografia

### Partecipazioni
- 2014 – Davide Cavuti I capolavori di Alessandro Cicognini
- 2016 – Davide Cavuti Vitae nel brano Yo soy José